# Macrobrachium platycheles
Macrobrachium platycheles is een garnalensoort uit de familie van de Palaemonidae. De wetenschappelijke naam van de soort is voor het eerst geldig gepubliceerd in 1995 door Ou & Yeo.